# Regionale Bischofskonferenz von Nordafrika

Mitglieder der CERNA

Die Regionale Bischofskonferenz von Nordafrika (französisch Conférence Episcopale Régionale du Nord de l’Afrique; englisch Assembly of the Catholic Hierarchy of North Africa; kurz CERNA) ist die  1966 gegründete regionale Bischofskonferenz der römisch-katholischen Kirche im Nordafrika.
In Umsetzung der Empfehlungen des Zweiten Vatikanischen Konzils wurde 1966 die Bischofskonferenz von Nordafrika (CERNA) gegründet. Mitglieder sind die Bischöfe, Administratoren und Präfekte  der römisch-katholischen Diözesen, Apostolischen Administraturen und Apostolischen Präfekturen in den fünf Ländern Nordafrikas Algerien, Libyen, Marokko, Tunesien und Westsahara. Die CERNA ist Mitglied des Symposiums der Bischofskonferenzen von Afrika und Madagaskar (SECAM).
Präsident ist seit 2022 Cristóbal Kardinal López Romero SDB, Erzbischof von Rabat. Sitz der CERNA ist in Rabat, Marokko.

## Präsidenten
- Léon-Étienne Kardinal Duval (1966–1983)
- Henri Teissier (1983–2004)
- Fouad Twal (2004–2005)
- Vincent Landel SCJBeth (2005–2012)
- Maroun Lahham (2012)
- Vincent Landel SCJBeth (2012–2015)
- Paul Desfarges SJ (2015–2022)
- Cristóbal Kardinal López Romero SDB (seit 2022)